# Hanspeter Mattmüller

Hanspeter Mattmüller (1984)

Hanspeter Mattmüller-Stucki (* 1931; † 18. Februar 2017) war ein Schweizer Historiker, Mittelschullehrer und Politiker (VEW).
Mattmüller durchlief zuerst eine Ausbildung zum Primar- und Mittelschullehrer. 1964 wurde er bei Edgar Bonjour mit einer Arbeit über den Schweizer Staatsrechtler Carl Hilty an der Universität Basel promoviert und war Lehrer am Holbein-Gymnasium in Basel. Er präsidierte 1983 den Grossen Rates des Kantons Basel-Stadt.

## Schriften
- Carl Hilty 1833–1909 (= Basler Beiträge zur Geschichtswissenschaft. Bd. 100). Helbing und Lichtenhahn, Basel/Stuttgart 1966 (Dissertation, Universität Basel, 1964).
- Der Begriff der geistigen Krise in der Erwachsenenbildung. Klett, Stuttgart 1975, ISBN 3-12-924870-06.
- Volkshochschule in Basel und Zürich: Zur Geschichte d. Erwachsenenbildung in d. Schweiz. Haupt, Bern/Stuttgart 1976, ISBN 3-258-02535-5.
- (mit Anton Lindgren) Volkshochschule Bern 1919–1979. Volkshochschule, Bern 1979.